# Dramat sądowy

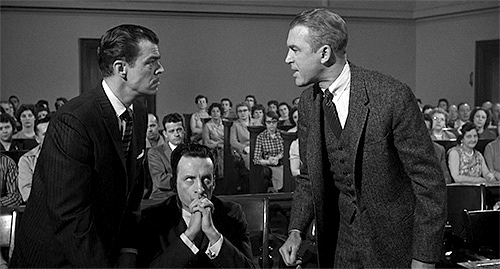
Scena z filmu Anatomia morderstwa

Dramat sądowy (ang. legal drama, courtroom drama) – gatunek filmowy, którego akcja umieszczona jest na sali sądowej. Przykładem takiego filmu jest Dwunastu gniewnych ludzi, którego akcja bezpośrednio dotyczy ławy przysięgłych.
Filmy te mogą też dotyczyć spraw kryminalnych, które swój finał znajdują na sali sądowej. Nie należy utożsamiać tego jednak z kryminałem, gdyż tu większy nacisk położony jest na psychikę postaci, niż na akcje czy zagadkę. Zwykle bowiem znamy dokładnie przebieg sprawy, bardziej istotne są postacie i ich losy.